# Уктус (Екатеринбург)
Укту́с (Уктусский) — жилой район Екатеринбурга. Расположен в Чкаловском административном районе, на южной окраине города по обоим берегам реки Исети и её правого притока — реки Патрушиха (Уктус), у северных склонов Уктусских гор. С севера Уктус граничит с жилым районом Ботаническим, с запада — с жилым районом Вторчермет, с юго-запада — с жилым районом Елизавет, южной границей района является Уктусский лесопарк. Рекой Исетью район делится на две обособленные части: Уктус Правобережный и Уктус Левобережный.

## История района

### XIX — начало XX века
По описанию Уктусского завода 1803 года в нём проживало 1055 человек обоего пола (1 двор купеческий, 17 мещанских, 42 крестьянских, 124 мастеровых). Имелась одна церковь (Преображенская), расположенная на склоне Берёзовой или Преображенской горки (сейчас находится на территории Уктусского лесопарка), два управительских дома и земляная школа на 25 человек. Ярмарок не было.
В 1852—1854 годах, после согласования множества пунктов в разных инстанциях Уктусский завод был упразднён.
В период с осени 1856 по июнь 1857 года на месте деревянного моста через реку Уктусску (современную Патрушиха) был возведён каменный мост, сохранившийся до XXI века и причисленный к памятникам архитектуры федерального значения.
В 1869 году в селе Уктус имелось 262 двора, в которых проживало 1005 мужчин и 1237 женщин. В селе была одна православная церковь и две часовни. Основным родом деятельности местных жителей в 1880-х годах был гончарный промысел, подсобным — скотоводство (скот пасли на выгоне около села), а также земледелие (пашня располагалась в 6—15 верстах). Около 3/4 жителей по данным дворовой переписи 1887 года жило ниже среднего достатка, но лучше, чем до отмены крепостного права.
В деревне на 1887 год имелось 20 промышленных заведений и три торговые лавки, трактиров и кабаков не имелось.

### От пригородного посёлка к жилому району
27 августа 1928 года Уктус был преобразован в рабочий посёлок с подчинением Свердловскому горсовету. 26 марта 1934 года рабочий посёлок Уктус был включён в состав одновременно созданного Октябрьского административного района г. Свердловска. 25 июня 1943 года в ходе разукрупнения Октябрьского района посёлок был переподчинён в состав образуемого Чкаловского административного района.
До 1950-х годов Уктус был типичным сельским пригородом с индивидуальной застройкой. В 1960-е—1970-е годы в районе улиц Щербакова и Самолётной был построен микрорайон пятиэтажной застройки: ограничение по высотности жилых зданий было связано с близким расположением к Уктусскому аэропорту.
В 1980-х годах на улице Походной был построен микрорайон девятиэтажной застройки, в начале 1990-х на Шишимской улице построено три 16-этажных панельных дома и один 10-этажный кирпичный дом.

### Уктус в постсоветское время
В 1990-е годы Уктусский стал благоустроенным жилым посёлком с преобладанием многоэтажной застройки над частной в общей структуре жилого фонда недвижимости и с общим населением более 30 000 человек. Площадь застройки на 2000 год — 5,48 км².
В конце 2000-х в районе началось строительство многоэтажных жилых комплексов как в правобережной («Новый Уктус», «Щербаковский»), так и в левобережной («Рощинский» и «Тихий Берег») частях, а также других многоэтажных жилых домов и домов повышенной этажности (до 21 этажа) как вдоль главной магистрали района — улицы Щербакова — так и на менее значимых улицах. Большую часть площади левобережного Уктуса по-прежнему занимает индивидуальная застройка (частный сектор), но она постепенно сокращается. Активное жилое строительство на Уктусе ведёт к тому, что общая плотность застройки жилого района повышается, а население увеличивается.

## Население
Согласно подворной переписи 1887 года население села состояло из 1361 жителя (629 мужчин и 732 женщины), проживавших в 317 дворах. Грамотными были только 152 мужчины и 83 женщины, учащихся — 49.
Долговременная динамика численности населения:
| 117 мужского пола | 1055 | 1100 | н/д | 2242 | 1361 | 1683 | 2957 | 2957 | 30 000 (оцен.) | 48 300 (оцен.) |

## Культура
Уктус — родина известного русского художника-передвижника Алексея Ивановича Корзухина (1835—1894). Старинный деревянный дом, в котором проживал художник (по улице Гастелло, № 42, постройки конца XVIII века), сгорел в 1997 году. На его месте возведена высотная новостройка.

## Транспорт
Основные магистральные улицы Уктуса — Щербакова, Походная, Самолётная, Лыжников и Молодогвардейцев, магистральные улицы второстепенного значения — Алтайская, Шатровая, Яблоневая, переулок Отпускников.
С центром Екатеринбурга район связан троллейбусными и автобусными маршрутами, а также маршрутными такси. В отдалённой перспективе в районе планируется построить станции метро «Щербаковская» и «Уктусские горы».
Железнодорожная станция Уктус на линии Екатеринбург — Верхний Уфалей.